# Lista dei campi di concentramento nazisti

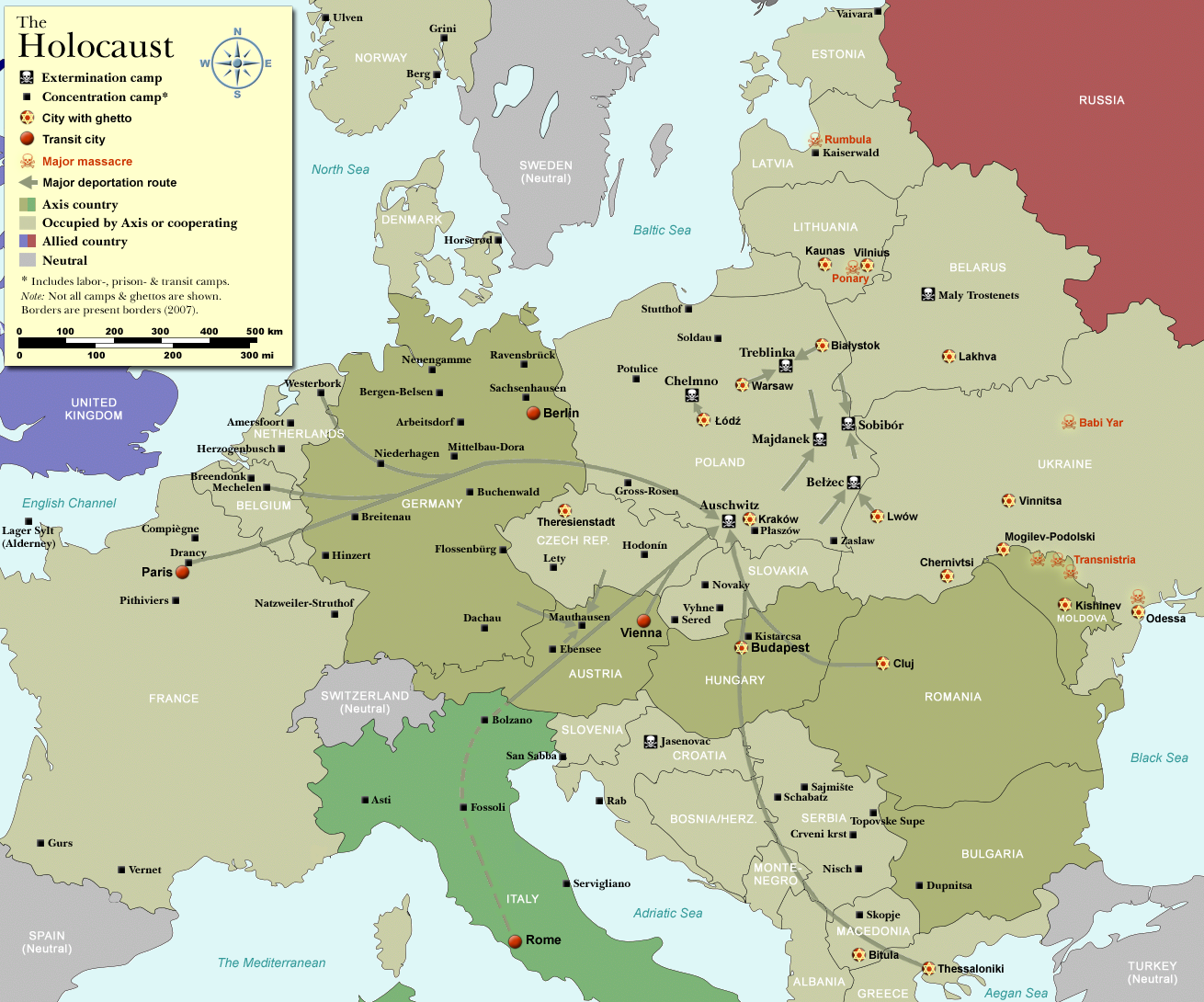
Mappa dei campi di concentramento nazisti durante la seconda guerra mondiale

Questa pagina riporta una lista dei campi di concentramento creati dalla Germania nazista prima e durante la seconda guerra mondiale.

## Significato del termine
Il termine campo di concentramento è stato usato inizialmente per descrivere campi costruiti dal Regno Unito nella seconda guerra boera in Sudafrica. Tuttavia, il termine ha perduto molto del suo significato originale dopo la scoperta dei campi di concentramento nazisti e da allora il suo significato preciso è stato quello di luogo di patimenti e sofferenza, lavoro forzato e, soprattutto, di morte.
I dati contenuti nella tavola sottostante sono desunti dal libro di Lucy Dawidowicz. Va precisato che il numero delle vittime riportate si riferisce quindi ai soli prigionieri ebrei, e non alla totalità degli internati.

## I primi campi

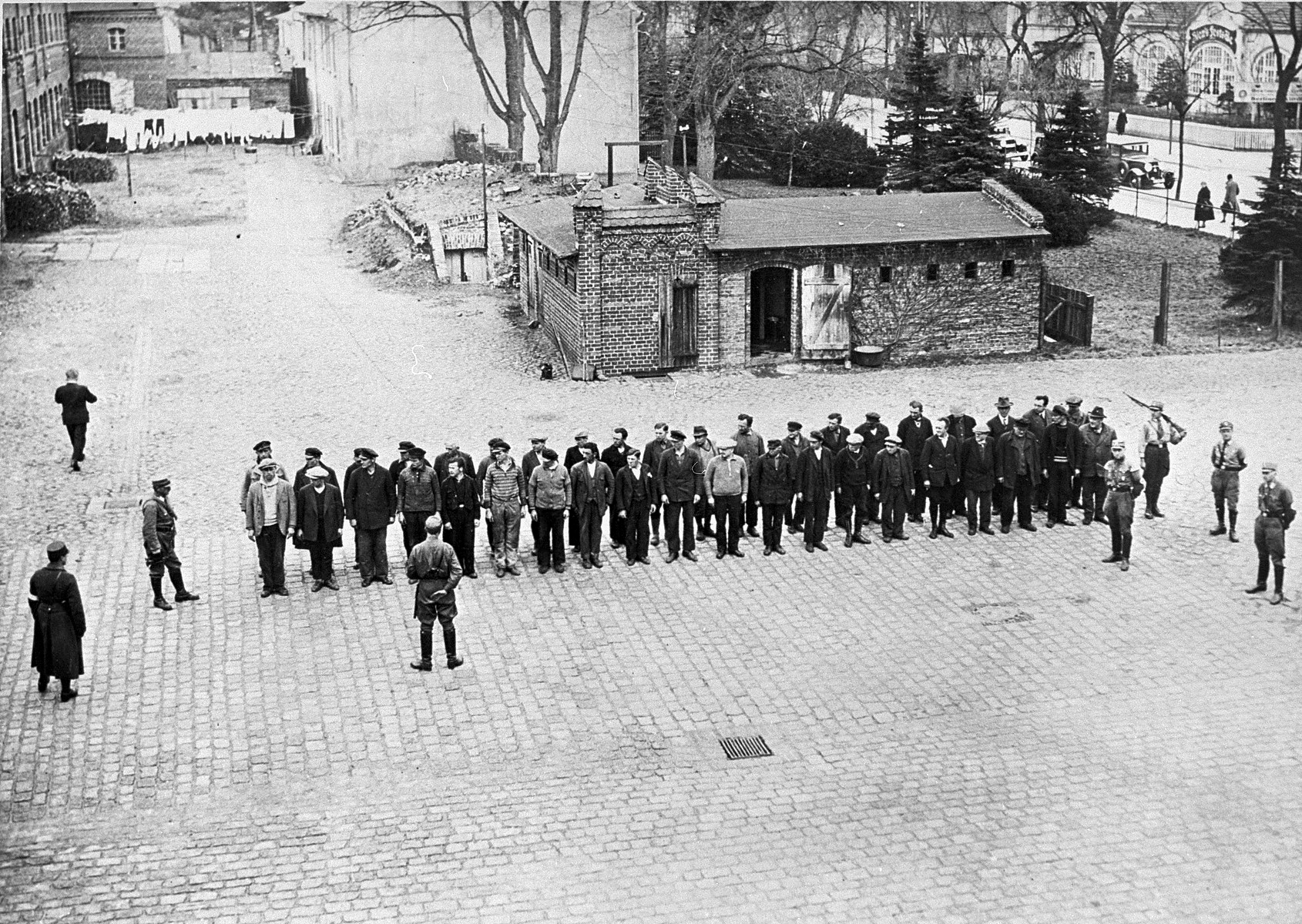
Internati nel Campo di concentramento di Oranienburg nell'aprile 1933. Si possono intravedere sulla destra normali passanti per le strade della cittadina.

Poco dopo la presa di potere da parte di Hitler del 1933 vennero istituiti in maniera non sistematica e spesso in luoghi provvisori i primi campi di prigionia chiamati dagli storici wilde (selvaggi) o frühe (primi o precoci) Konzentrationslager. 
Venivano utilizzati principalmente per gli avversari politici del partito nazionalsocialista, soprattutto i comunisti del KPD. Si potevano trovare anche all'interno di una città ed essere facilmente visibili all'interno o addirittura in certi casi visitabili dalla popolazione civile. Questi campi rimasero in funzione al massimo sino al 1936 (sebbene vi fosse stata un'amnistia abbastanza generale già a Natale del 1933), sotto il controllo delle SA, delle SS, della Gestapo o del Ministero dell'Interno del Reich (RMI) (l'ispettorato per i campi di concentramento delle SS. Un caso particolare fu quello di Dachau, attivo dal 1933 ed in servizio sino al 1945. Fu il prototipo dei successivi Lager.

## Campi di sterminio
I campi di lavoro maggiormente rilevanti per estensione e numero di deportati sono evidenziati con lo sfondo celeste, mentre i campi di sterminio sono identificati con lo sfondo rosa. Questi ultimi furono costruiti in particolare nella fase della soluzione finale della questione ebraica. I corpi delle vittime vennero abitualmente cremati o inumati in fosse comuni.
Molti di questi campi vennero distrutti dagli stessi nazisti prima del sopraggiungere dei soldati alleati. È stato calcolato che 15.000 campi furono installati nell'Europa occupata dalla Germania nazista, non tenendo conto dei piccoli campi creati ad hoc per la popolazione locale (nota: le cifre riportate si riferiscono a stime; lo stato indicato è quello attuale; per dettagli vedi riferimenti bibliografici).
| Nome                             | Stato            | Tipo                                                             | Operatività                                            | Prigionieri       | Vittime           | Sottocampi                        | Web                                                 |
| -------------------------------- | ---------------- | ---------------------------------------------------------------- | ------------------------------------------------------ | ----------------- | ----------------- | --------------------------------- | --------------------------------------------------- |
| Arbeitsdorf                      | Germania         | Campo di lavoro                                                  | 8 aprile 1942 11 ottobre 1942                          |                   | min. 600          |                                   |                                                     |
| Auschwitz                        | Polonia          | Campo di concentramento, sterminio e lavoro                      | 20 maggio 1940 27 gennaio 1945                         | 400.000           | 1.100.000         | lista                             | -                                                   |
| Bardufoss                        | Norvegia         | Campo di concentramento                                          | marzo 1944 - ?                                         | 800               | 250               |                                   |                                                     |
| Bełżec                           | Polonia          | Campo di sterminio                                               | marzo 1942 giugno 1943                                 | [ 5 ]             | 434.508 - 600.000 |                                   |                                                     |
| Berg                             | Norvegia         | Campo di transito                                                | ottobre 1942 - ?                                       | 842               |                   |                                   |                                                     |
| Bergen-Belsen                    | Germania         | Campo di raggruppamento                                          | aprile 1943 15 aprile 1945                             |                   | > 63.000          |                                   |                                                     |
| Bolzano                          | Italia           | Campo di transito                                                | luglio 1944 aprile 1945                                | 11.116            | > 60              |                                   |                                                     |
| Bredtvet                         | Norvegia         | Campo di concentramento                                          |                                                        |                   |                   |                                   |                                                     |
| Breendonk                        | Belgio           | Campo di prigionia e di lavoro                                   | 20 settembre 1940 settembre 1944                       | min. 3.532        | min. 391          |                                   |                                                     |
| Breitenau                        | Germania         | Campo di lavoro                                                  | giugno 1933 marzo 1934 e 1940 1945                     | 470-8.500         | 1                 |                                   |                                                     |
| Buchenwald                       | Germania         | Campo di lavoro                                                  | luglio 1937 aprile 1945                                | 238.980 - 250.000 | 34.375 - 60.000   | lista                             |                                                     |
| Chełmno                          | Polonia          | Campo di sterminio                                               | dicembre 1941 aprile 1943 poi aprile 1944 gennaio 1945 | [ 5 ]             | 184.300 - 350.000 |                                   |                                                     |
| Dachau                           | Germania         | Campo di lavoro                                                  | marzo 1933 aprile 1945                                 | > 206.206         | > 31.951          | lista                             |                                                     |
| Drancy                           | Francia          | Campo di internamento e transito                                 | agosto 1941 agosto 1944                                | 70.000            |                   |                                   |                                                     |
| Falstad                          | Norvegia         | Campo di prigionia                                               | dicembre 1941 maggio 1945                              | ?                 | min. 200          |                                   |                                                     |
| Flossenbürg                      | Germania         | Campo di lavoro                                                  | maggio 1938 aprile 1945                                | 96.000            | 30.000 - 74.000   | lista                             |                                                     |
| Fossoli                          | Italia           | Campo di transito                                                | gennaio 1944 agosto 1944                               | 5.000             | 67                |                                   |                                                     |
| Fullen                           | Germania         | Campo di prigionia                                               | 23 settembre 1943 29 giugno 1945                       | 872               |                   |                                   |                                                     |
| Grini                            | Norvegia         | Campo di prigionia                                               | dicembre 1941 maggio 1945                              | 20.000            |                   |                                   |                                                     |
| Gross-Rosen                      | Polonia          | Campo di lavoro                                                  | agosto 1940 febbraio 1945                              | 125.000           | 40.000            | lista                             |                                                     |
| Gurs                             | Francia          | Campo di internamento e transito                                 | settembre 1940 novembre 1943                           | 17./18.000        |                   |                                   |                                                     |
| Herzogenbusch                    | Paesi Bassi      | Campo di prigionia e di transito                                 | 1943 - estate 1944                                     |                   |                   |                                   |                                                     |
| Hinzert                          | Germania         | Campo di raggruppamento                                          | luglio 1940 marzo 1945                                 | 14.000            | min. 302          |                                   | Archiviato il 28 aprile 2021 in Internet Archive.   |
| Kaufering                        | Germania         | Campo di lavoro                                                  | giugno 1943 aprile 1945                                | 30.000            | min.14.500        |                                   |                                                     |
| Kaunas (Kauen)                   | Lituania         | Ghetto e campo di internamento                                   |                                                        |                   |                   | Pravieniškės                      |                                                     |
| Koldyčevo                        | Bielorussia      | Campo di prigionia e sterminio                                   | estate 1942 29 giugno 1944                             |                   | ca. 22.000        |                                   |                                                     |
| Klooga                           | Estonia          | sottocampo del campo di concentramento di Vaivara                | estate 1943 28 settembre 1944                          |                   | ca. 2.400         |                                   |                                                     |
| Langenstein-Zwieberge            | Germania         | sottocampo del campo di concentramento di Buchenwald             | aprile 1944 aprile 1945                                | 5.000             | 2.000             |                                   |                                                     |
| Le Vernet                        | Francia          | Campo di internamento                                            | 1939 - 1944                                            |                   |                   |                                   |                                                     |
| Leopoli (L'viv)                  | Ucraina          | Campo di lavoro e di sterminio                                   | settembre 1941 novembre 1943                           |                   |                   |                                   |                                                     |
| Majdanek (KL Lublin)             | Polonia          | Campo di prigionia, di concentramento e di sterminio             | luglio 1941 luglio 1944                                | [ 5 ]             | 95.000 - 130.000  |                                   | Archiviato il 22 dicembre 2007 in Internet Archive. |
| Malchow                          | Germania         | Campo di lavoro                                                  | inverno 1943 8 maggio 1945                             |                   |                   |                                   |                                                     |
| Maly Trostenets                  | Bielorussia      | Campo di sterminio                                               | luglio 1941 giugno 1944                                | [ 5 ]             | 200.000-500.000   |                                   |                                                     |
| Mauthausen                       | Austria          | Campo di lavoro e di sterminio                                   | agosto 1938 maggio 1945                                | 195.000           | min. 95.000       | lista                             |                                                     |
| Mittelbau-Dora                   | Germania         | Campo di lavoro                                                  | settembre 1943 aprile 1945                             | 60.000            | min. 20.000       | lista                             |                                                     |
| Mosbach                          | Germania         | Campo di lavoro, campo di prigionia.                             | ottobre 1943 aprile 1945                               |                   |                   |                                   |                                                     |
| Natzweiler                       | Francia          | Campo di lavoro e di concentramento                              | maggio 1941 settembre 1944                             | 40.000            | 25.000            | lista                             | [ 23 ]                                              |
| Neuengamme                       | Germania         | Campo di lavoro                                                  | 13 dicembre 1938 4 maggio 1945                         | 106.000           | 55.000            | lista                             |                                                     |
| Niederhagen                      | Germania         | Campo di prigionia e di lavoro                                   | settembre 1941 inizio 1943                             | 3.900             | 1.285             |                                   |                                                     |
| Oranienburg (vedi Sachsenhausen) | Germania         | Campo di raggruppamento                                          | marzo 1933 luglio 1934                                 | 3.000             | min. 16           |                                   |                                                     |
| Osthofen                         | Germania         | Campo di raggruppamento                                          | marzo 1933 luglio 1934                                 |                   |                   |                                   |                                                     |
| Plaszów                          | Polonia          | Campo di lavoro                                                  | dicembre 1942 gennaio 1945                             | min. 150.000      | min. 9.000        | lista                             |                                                     |
| Ravensbrück                      | Germania         | Campo di lavoro                                                  | maggio 1939 aprile 1945                                | 150.000           | min. 90.000       | lista                             |                                                     |
| Riga-Kaiserwald (Mežaparks)      | Lettonia         | Campo di lavoro                                                  | 1942 - 6 agosto 1944                                   | 20.000?           |                   | 16, incl. Eleja-Meitenes          |                                                     |
| Risiera di San Sabba (Trieste)   | Italia           | Campo di detenzione                                              | settembre 1943 29 aprile 1945                          | 25.000            | 5.000             |                                   |                                                     |
| Sachsenhausen                    | Germania         | Campo di lavoro                                                  | luglio 1936 aprile 1945                                | min. 200.000      | 100.000           | lista                             |                                                     |
| Sajmište                         | Serbia           | Campo di concentramento e sterminio                              | dicembre 1941 luglio 1944                              | 50.000            | 20./23.000        |                                   |                                                     |
| Sobibór                          | Polonia          | Campo di sterminio                                               | maggio 1942 ottobre 1943                               | [ 5 ]             | 250.000           |                                   |                                                     |
| Stutthof                         | Polonia          | Campo di lavoro (1939-1942); campo di concentramento (1942-1945) | settembre 1939 maggio 1945                             | 110.000           | 65.000            | lista                             |                                                     |
| Lager Sylt (Alderney)            | Isole del Canale | Campo di lavoro                                                  | marzo 1943 giugno 1944                                 | 1.000?            | 460               |                                   |                                                     |
| Theresienstadt                   | Repubblica Ceca  | Ghetto e campo di transito                                       | novembre 1941 maggio 1945                              | 140.000           | 35.000            |                                   |                                                     |
| Treblinka                        | Polonia          | Campo di sterminio                                               | luglio 1942 novembre 1943                              | [ 5 ]             | min. 800.000      |                                   |                                                     |
| Vaivara                          | Estonia          | Campo di concentramento                                          | 15 settembre 1943 29 febbraio 1944                     |                   |                   | 22 (27?) incluso quello di Klooga |                                                     |
| Varsavia                         | Polonia          | Campo di lavoro                                                  | 1942 - 1944                                            | > 40.000          | > 20.000          |                                   |                                                     |
| Westerbork                       | Paesi Bassi      | Campo di raggruppamento                                          | ottobre 1939 aprile 1945                               | 102.000           |                   |                                   |                                                     |

### Stima del totale dei prigionieri uccisi
La tabella - basata su stime molto approssimative - tende a far rientrare nei morti dei campi di sterminio anche le centinaia di migliaia di ebrei uccisi nelle città e nei villaggi di Polonia, Ucraina, Bielorussia, Russia, i morti del ghetto di Varsavia e altri.
Questo significherebbe far salire il conto delle vittime dello sterminio a 7-8 milioni, il doppio di quanto si calcolava fino al 1963 (v. Memoria, di L. Meneghello).
Il totale delle vittime riportate nella tabella precedente ammonta a circa 6 milioni di morti dal 1933 al 1945 (la somma dei dati qui sopra riportati, tenuto conto delle note, dà 5.919.482). Queste morti sono concentrate per la stragrande maggioranza dal 1939 al 1945; infatti se si contano le vittime dei campi già attivi prima del 1939 si arriva "solo" a 370.000 (ed è anche da notare che questa è una cifra totale, che riguarda strutture attive ad esempio dal 1933 al 1945: nella cifra in sé non c'è indicazione se queste vittime siano state uccise prima del 1939 o dopo).